# In vitro

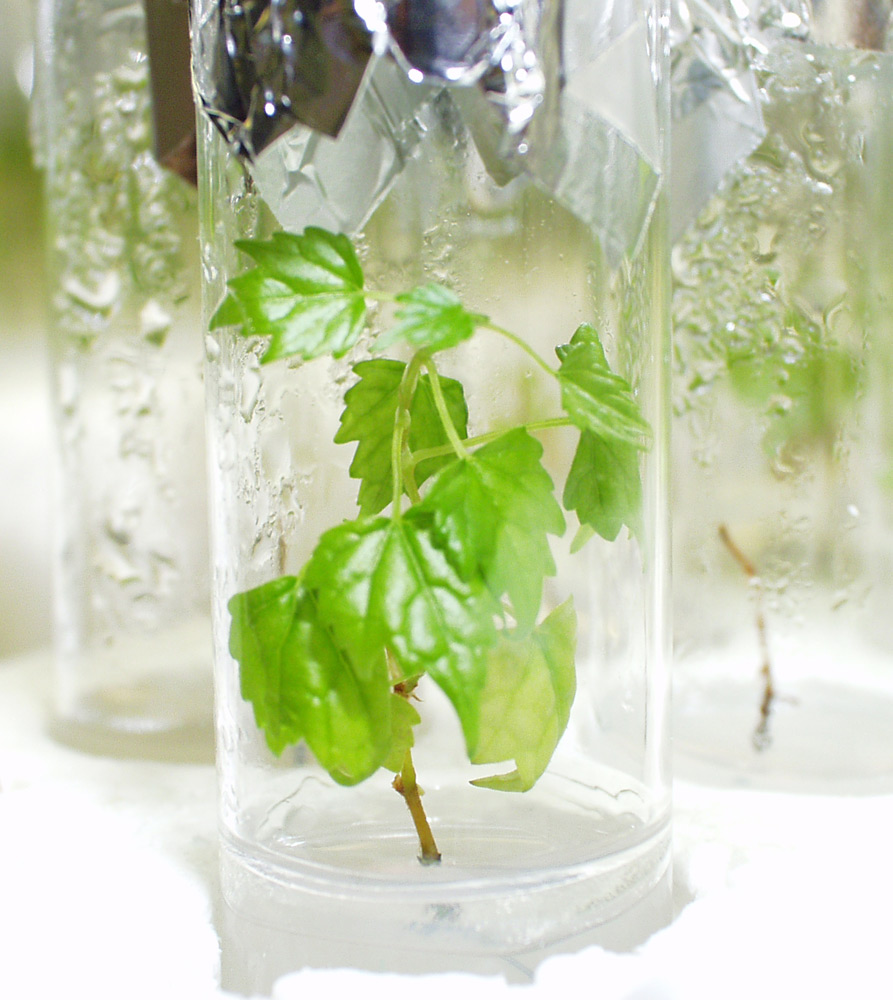
In vitro kultura révy vinné

In vitro (z lat. in „v“ a vitrum „sklo“) je termín používaný v medicíně, biologii aj.
Je jím myšleno například:
- pěstování organismů v laboratorních podmínkách;
- studium biologických pochodů mimo živý organismus.

Jak v české, tak světové odborné literatuře včetně anglické je zvykem psát termín in vitro kurzívou.
Označení in vitro je antonymem k in vivo (pozorování v přirozených podmínkách, za života organismu, v živém organismu). 
Opakem výrazu in vitro je ex vitro.
Souborem technik in vitro, jejichž cílem je rychlé namnožení rostlinného materiálu, je tzv. mikropropagace rostlin.
Oplodnění in vitro, odborně in vitro fertilizace (IVF) je metoda umělého oplodnění.

## Galerie

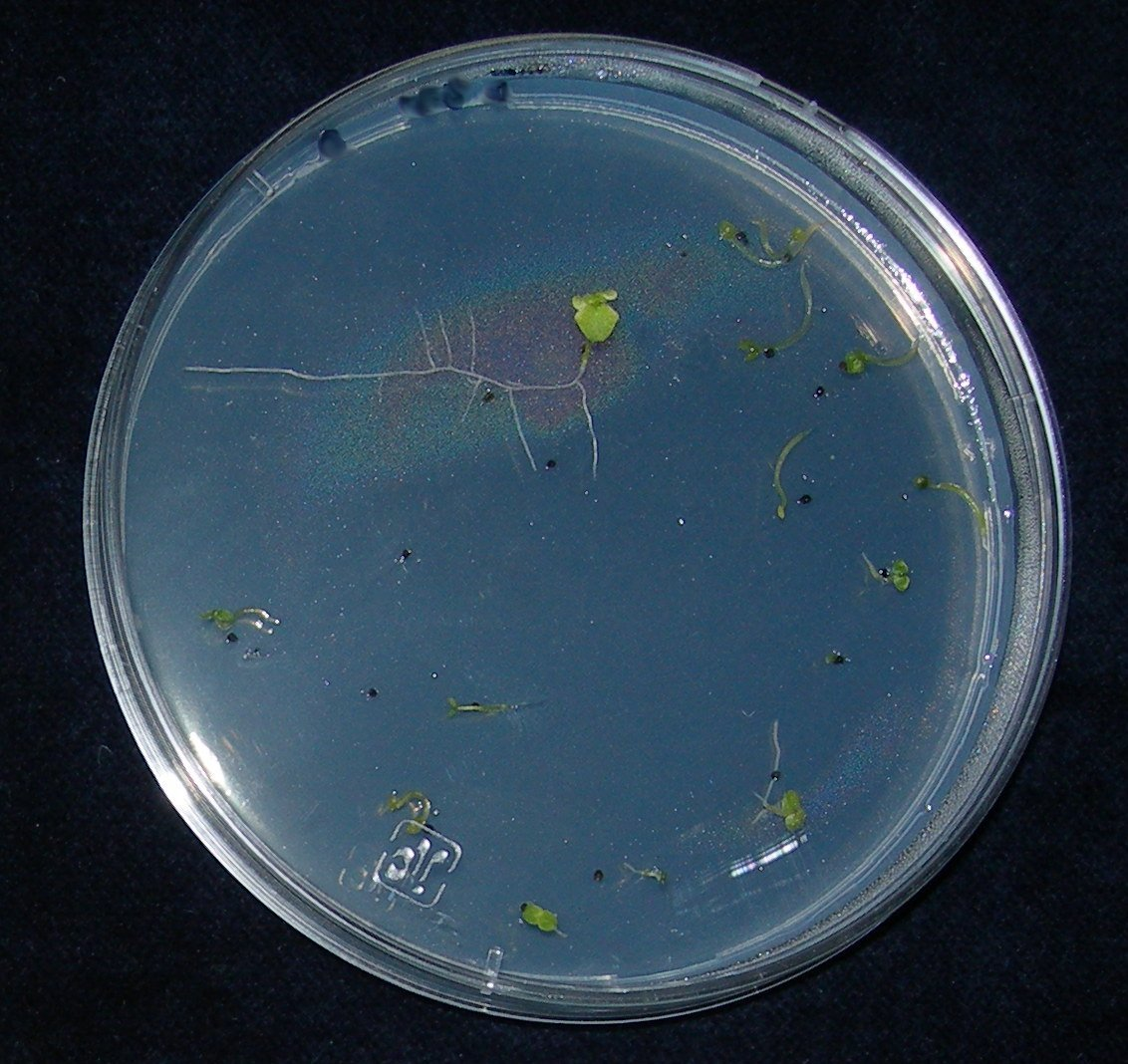
Testování klíčivosti dvouděložných rostlin in vitro
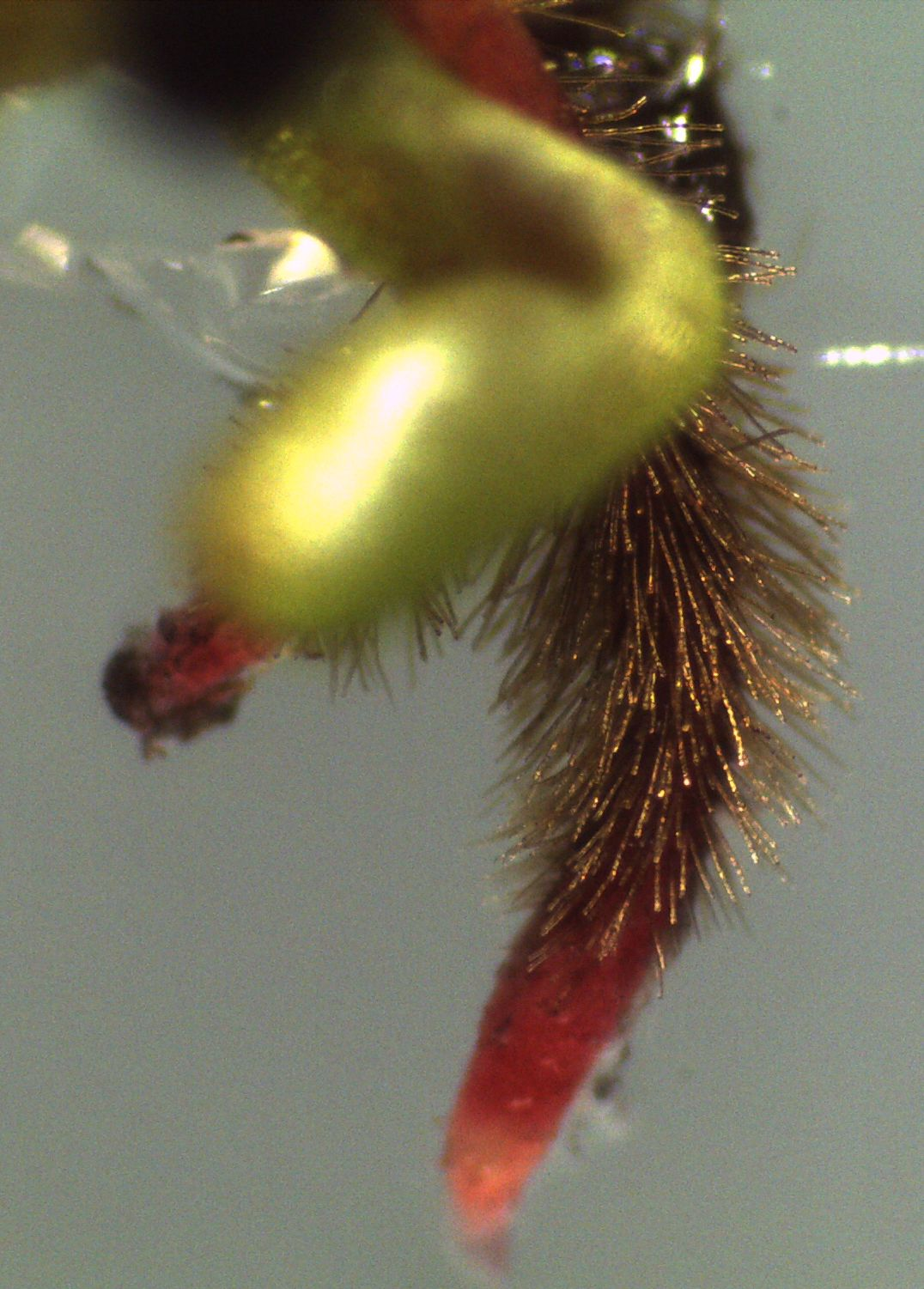
Kořen a kořenové vlásky mucholapky podivné vypěstované in vitro ze sterilizovaného semene
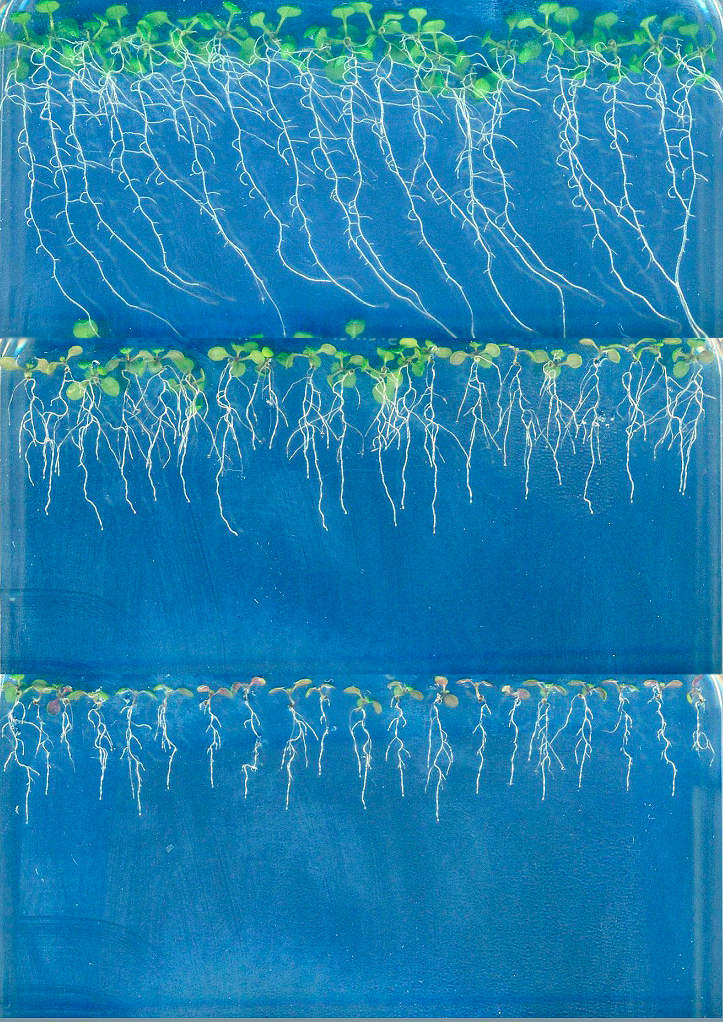
Růst kořene huseníčku rolního in vitro inhibovaného TOR
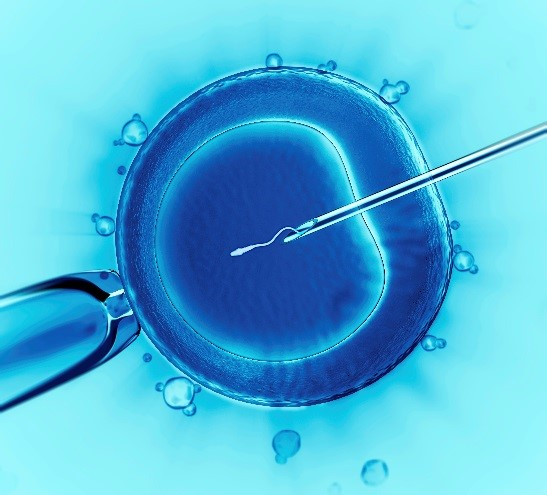
IVF, in vitro fertilizace